# گوشت مناسب
گوشت مناسب (به انگلیسی: Suitable Flesh) فیلمی محصول سال ۲۰۲۳ و به کارگردانی جو لینچ است. در این فیلم بازیگرانی همچون هدر گراهام، جودا لوئیس، بروس دیویسن، جاناتان شیچ، باربارا کرامپتون و جی.دی. اورمور ایفای نقش کرده‌اند.